# Therlinya foveolata
Therlinya foveolata là một loài nhện trong họ Stiphidiidae.
Loài này thuộc chi Therlinya. Therlinya foveolata được M.R. Gray & H. M. Smith miêu tả năm 2002.